# Killam (Alberta)
Killam ist eine Ortschaft in der kanadischen Provinz Alberta im Flagstaff County und liegt östlich von Camrose. Die Ortschaft ist über den Alberta Highway 13 und Alberta Highway 36 zu erreichen. Killam zählt 2006 1019 Einwohner. Killam verfügt über 435 Haushalte, was einen Zuwachs von 1,5 % im Vergleich zum Jahr 2001 bedeutete. Die Ortschaft verfügt über eine Fläche von 4,53 km². 2006 betrug die Bevölkerungsdichte 224,9/km². Killam ist vor allem landwirtschaftlich geprägt.
Die Gemeinde wurde nach Albert Clements Killam benannt, der von 1903 bis 1905 Richter am Obersten Gerichtshof von Kanada war.

## Söhne und Töchter der Stadt
- Neal Gripp (* 1958), Bratschist
- Kevin Martin (* 1966), kanadischer Curler